# Prison de cristal
Pour plus de détails, voir Fiche technique et Distribution.
Prison de cristal (Tras el cristal) est un drame psychologique espagnol écrit et réalisé par Agustí Villaronga et sorti en 1987.

## Synopsis
Klaus est un ancien tortionnaire de camp de concentration. Il était chargé de l'exécution des enfants et assouvissait ainsi ses penchants pédophiles. Après la guerre et réfugié en Espagne il tente de refaire sa vie. Il se marie et est père d'une petite fille, cependant il ne peut résister à ses pulsions sadiques et torture des garçons qu'il séquestre dans la cave de sa maison. Rongé de remords, il veut se suicider en se jetant du haut d'une tour mais il survit et reste totalement paralysé et enfermé dans une machine qui le maintient en vie, un poumon d'acier.
Sa femme cherche une personne pour s'occuper de lui et c'est un jeune homme, Angelo, qui s'impose auprès de Klaus car il utilise un moyen de pression, les preuves qu'il détient des crimes passés et présents de l'infirme. Mais Angelo est là aussi pour se venger de sa rencontre enfant avec le criminel. Il se débarrasse de la femme de Klaus et fait entrer sa fille dans son jeu pervers, puis, autant fasciné que révulsé par le vieil homme, il va à son tour commettre des crimes gratuits inspirés par les fantasmes de Klaus pour le torturer moralement.

## Fiche technique
- Titre original : Tras el cristal
- Titre français : Prison de cristal
- Titre québécois :

- Réalisation : Agustí Villaronga
- Scénario : Agustí Villaronga
- Direction artistique :
- Décors :
- Costumes : Andrés Urdiciaian
- Photographie : Jaume Peracaula
- Son :
- Montage : Raúl Román
- Musique : Javier Navarrete
- Production : Teresa Enrich
- Société(s) de production : T.E.M. Productores Asociados
- Société(s) de distribution :  : T.E.M. Productores Asociados
- Budget :
- Pays d’origine :  Espagne
- Langue : Espagnol

- Format : Couleurs - 35mm - 1.85:1 - Mono
- Genre cinématographique : Drame psychologique
- Durée : 110 minutes
- Date de sortie :
- Allemagne : février 1986 (Berlinale 1986)
  -  Espagne : 3 mars 1987

## Distribution
- Günter Meisner : Klaus
- David Sust : Ángelo
- Marisa Paredes : Griselda
- Gisèle Echevarría : Rena
- Imma Colomer : la bonne

## Distinctions

### Récompenses
- 1986 : meilleur premier film à la Semana del cine español de Murcia ;
- 1988 : Prix Sant Jordi du cinéma du meilleur premier film.

### Nominations
- 1986 : Berlinale 1986 (section Panorama) ;
- 1987 : Meilleur film à Fantasporto.

## Analyse
Nombre sont les critiques ou cinéastes à considérer Prison de cristal comme l'un des films les plus troublants de l'après-franquisme, tel John Waters qui y voit une filiation avec le Salò ou les 120 Journées de Sodome de Pier Paolo Pasolini ou Stephen Thrower, directeur de l'anthologie Eyeball Compendium, avec La Tendresse des loups d'Ulli Lommel puisqu'il est question dans ces trois œuvres de pédophilie et d'assassinat, le réalisateur confessant que le rôle du tortionnaire nazi lui a été inspiré par Gilles de Rais, via La Tragédie de Gilles de Rais de Georges Bataille.